# Karl Gimmi
Karl Gimmi (* 13. Oktober 1870 in Heilbronn; † 1960 nach anderer Quelle † 1955) war ein deutscher Bildhauer.

## Leben und Werk
Karl Gimmi studierte an der Berliner Kunstakademie bei Otto Lessing, in London und New York. An der Kunstakademie Stuttgart wurde er Schüler von Adolf von Donndorf. Er arbeitete insbesondere in der Architekturplastik. Für das neue Hoftheater in Stuttgart schuf er die Attikafigur der „Schauspielkunst“ und für das dortige Krematorium im Pragfriedhof die Reliefs Vier Menschenalter. Auch die Attikafiguren Maskenköpfe am Alten Theater in Heilbronn stammen von ihm. Für das nördliche Giebelfeld des Zeppelin-Gymnasiums in Stuttgart entwarf er die halbplastische Figur Apollo. 1913 fertigte er die zwei Hofbrunnen für die Schickhardtschule in Stuttgart.
Bekannt war sein Sparkassenbrunnen, der nach einem Entwurf von 1910 im Jahr 1919 an der Ecke Stiftstraße / Grabenstraße in Stuttgart vor dem Gebäude der Städtischen Sparkasse errichtet wurde. Der ursprüngliche Brunnen von Gimmi bestand aus einer das Stuttgarter Rössle mit einem Geldstück in den Vorderhufen darstellenden Skulptur. Sie krönte eine Kugel, die von Säulen mit Darstellungen des Hans im Glück mit Schwein getragen wurde. Der Gimmi-Brunnen wurde im Zweiten Weltkrieg zerstört, 1955 schuf Alfred Lörcher einen neuen Brunnen als Ersatz.
Die Arbeiten des Künstlers waren mehrmals auf Ausstellungen vertreten. In der Ausstellung im Glaspalast München 1904 zeigte er seine Skulptur Männliche Büste. Auf der Großen Kunstausstellung Stuttgart 1913 war die Weibliche Figur aus Marmor zu sehen.

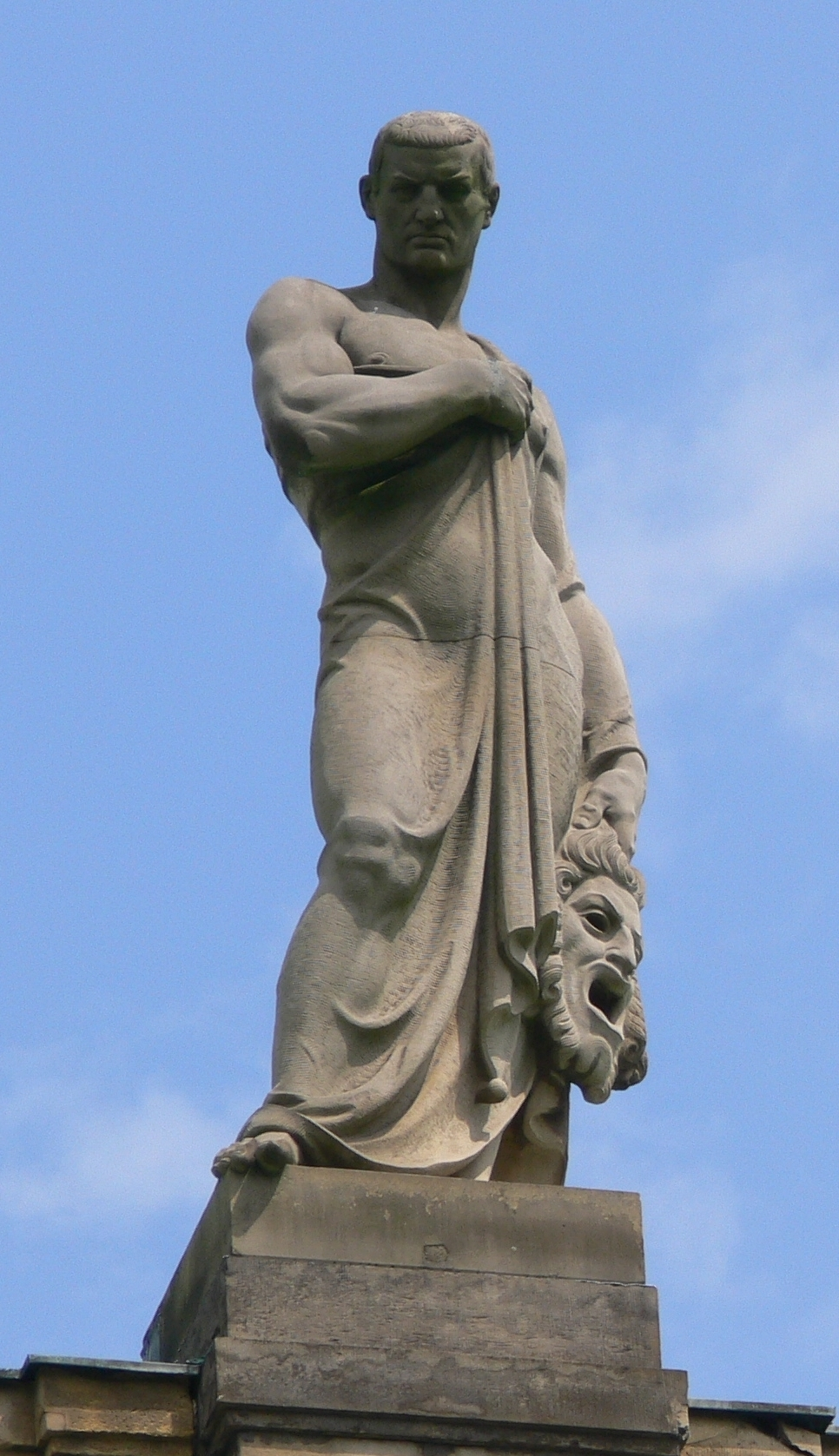
Attikafigur der Schauspielkunst am Staatstheater in Stuttgart
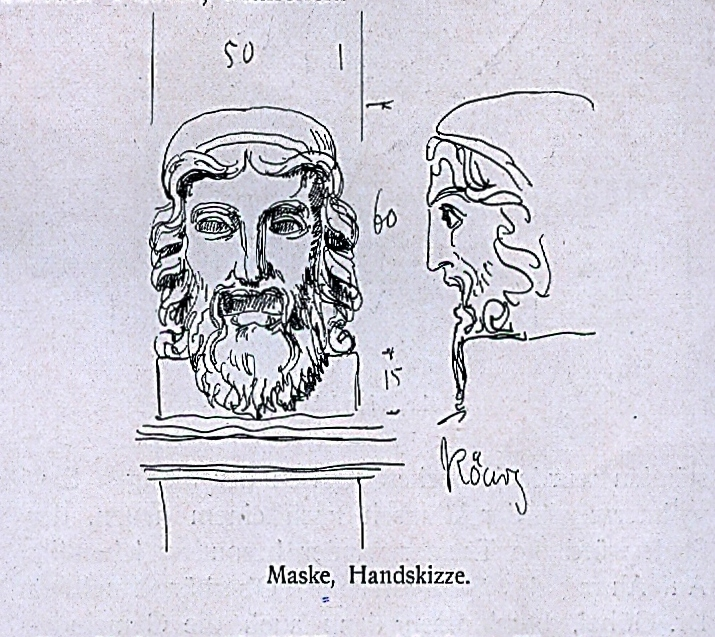
Skizze eines Maskenkopfes für das Alte Theater in Heilbronn
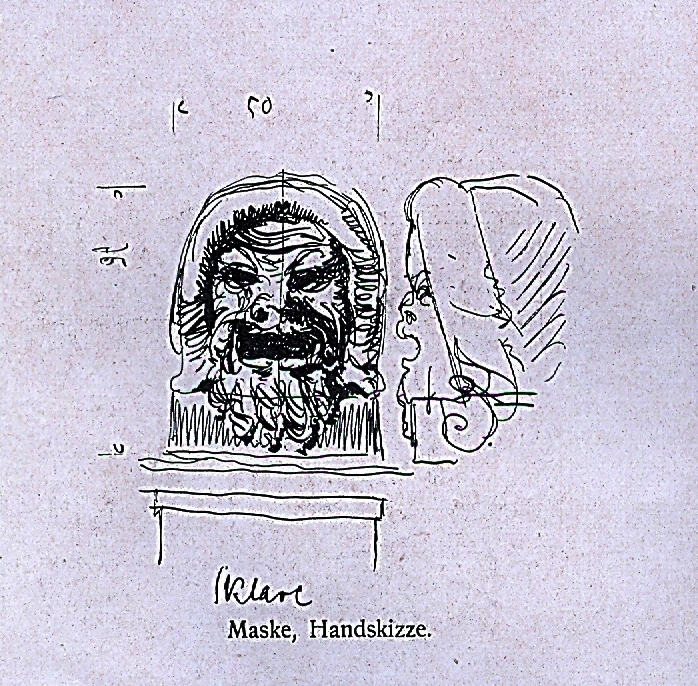
Skizze eines Maskenkopfes für das Alte Theater in Heilbronn